# Palais vélodrome Luis Puig
Le Palais vélodrome Luis Puig (en valencien : Palau Velòdrom Lluís Puig ; en espagnol : Palacio Velódromo Luis Puig) est une salle de sport située à Valence en Espagne.

## Histoire
Il comprend une piste d'athlétisme et une piste de cyclisme de 250 mètres. Il a accueilli les championnats du monde de cyclisme sur piste 1992, les championnats d'Europe d'athlétisme en salle 1998 et les championnats du monde d'athlétisme en salle 2008.